# Ayodele Ogunlana
Ayodele Ogunlana – nigeryjski piłkarz grający na pozycji pomocnika. W swojej karierze rozegrał 8 meczów w reprezentacji Nigerii.

## Kariera klubowa
W swojej karierze piłkarskiej Ogunlana grał w klubach Leventis United i Ranchers Bees FC.

## Kariera reprezentacyjna
W reprezentacji Nigerii Elahor zadebiutował 10 czerwca 1989 roku w wygranym 2:0 meczu eliminacji do MŚ 1990 z Kamerunem, rozegranym w Ibadanie. W 1990 roku powołano go do kadry na Puchar Narodów Afryki 1990. Na tym turnieju rozegrał pięć meczów: grupowe z Algierią (1:5), z Egiptem (0:1) i z Wybrzeżem Kości Słoniowej (1:0), półfinałowy z Zambią (2:0) oraz finałowy z Algierią (0:1). Od 1989 do 1990 rozegrał w kadrze narodowej 8 meczów.